# Nawaf al-Ahmad al-Jaber al-Sabah
Nawaf al-Ahmad al-Jaber al-Sabah (en arabe : نَوَاف ٱلْأحْمَد ٱلْجَابِر ٱلصّبَاح, Nawāf ʾal-ʾAḥmad ʾal-Ǧābir ʾal-Ṣṣabāḥ), né le 25 juin 1937 à Koweït et mort le 16 décembre 2023, est un homme d'État koweïtien, émir du Koweït du 29 septembre 2020 à sa mort.

## Biographie
Il est le fils de l'émir Ahmad Ier (1885-1950), qui règne sur le Koweït de 1921 à sa mort, et de Yamana. Nawaf al-Ahmad est gouverneur d'Hawali de 1962 à 1978.
En 2006, il est désigné héritier du trône de Sabah al-Ahmad al-Jaber al-Sabah. À la mort de ce dernier, il lui succède comme émir le 30 septembre 2020.
Le 24 juillet 2022, il nomme son fils aîné, Ahmad Nawaf Al-Ahmad Al-Sabah comme Premier ministre.
Nawaf al-Ahmad al-Jaber al-Sabah meurt le 16 décembre 2023, à l’âge de 86 ans.

## Carrière
Nawaf est l'un des membres les plus anciens de la dynastie Al Sabah. À 25 ans, il est nommé gouverneur de Hawalli le 21 février 1962, poste qu'il occupe jusqu'au 19 mars 1978. Il est ministre de l'Intérieur, de 1978 au 26 janvier 1988, date à laquelle il est nommé ministre de la Défense. Après la libération du Koweït lors de la guerre du Golfe, Nawaf est nommé ministre intérimaire du Travail et des Affaires sociales le 20 avril 1991, poste qu'il occupe jusqu'au 17 octobre 1992. 
Après sa nomination au cabinet en 1991, un groupe d'officiers supérieurs a envoyé une lettre à Jaber al-Ahmad, l'émir de l'époque, demandant que Nawaf, le ministre de la défense pendant l'invasion irakienne du Koweït, et Salem al-Sabah, le ministre de l'intérieur pendant l'invasion, soient limogés du gouvernement et fassent l'objet d'une enquête pour le manque de préparation militaire du Koweït le jour de l'invasion. En conséquence, Nawaf n'a pas été nommé à un poste de ministre jusqu'en 2003.

## Vie familiale
Il est marié avec Sharifa bint Sulaiman al-Jasem, avec qui il a :
1. Ahmad (né en 1956), marié 5 enfants.
2. Faisal (né en 1957), marié 4 enfants.
3. 'Abdullah (né en 1958), marié 4 enfants.
4. Salim (né en 1960), marié 4 enfants.
5. Shekha, mariée 4 enfants.

## Décorations
- Collier de l'ordre de Zayed ( Émirats arabes unis, 29 janvier 2007)[8]
- Grand-croix de l'ordre du Mérite civil ( Espagne, 23 mai 2008)[9]
- Grand-croix de l'ordre du Libérateur San Martín ( Argentine, 1er août 2011)[10]
- Grand Collier de l'État de Palestine ( Palestine, 13 novembre 2018)[11]